# Bousigonia angustifolia
Bousigonia angustifolia är en oleanderväxtart som beskrevs av Jean Baptiste Louis Pierre. Bousigonia angustifolia ingår i släktet Bousigonia och familjen oleanderväxter. Inga underarter finns listade i Catalogue of Life.